# Wladimir Kaluschin
Wladimir Kaluschin (russisch Владимир Калужин; * 28. August 1936 in Charkow, Ukrainische SSR; † 28. Oktober 2003) war ein russischer Schachspieler. Er gewann die 18. Europameisterschaft im Fernschach.

## Fernschach
Mit 17 Jahren erlernte Kaluschin das Schachspiel. Seit 1966 spielt er Fernschach. Im Städteturnier des Evrard-Delannoy-Cups war er Mitglied der Siegermannschaft aus Charkow. Durch einen Sieg in einem Großturnier der Meisterklasse auf Europaebene qualifizierte er sich für die Teilnahme an der 18. Europameisterschaft. Diese dauerte von 1978 bis 1981. Kaluschin wurde hier Europameister. Dafür erhielt er 1981 vom Weltfernschachverband ICCF den Titel Internationaler Fernschachmeister.

## Nahschach
Im Nahschach gewann Kaluschin 1978 die Stadtmeisterschaft von Charkow.

## Privates
Bis 1974 arbeitete Kaluschin als Ingenieur. Danach wirkte er als Schachlehrer in einer Schachschule in Charkow.

## Quelle
- Zeitschrift FERNSCHACH 1981/12 Seite 345f

| Personendaten    | Personendaten                          |
| ---------------- | -------------------------------------- |
| NAME             | Kaluschin, Wladimir                    |
| ALTERNATIVNAMEN  | Калужин, Владимир (russisch)           |
| KURZBESCHREIBUNG | russischer Europameister im Fernschach |
| GEBURTSDATUM     | 28. August 1936                        |
| GEBURTSORT       | Charkow, Ukrainische SSR               |
| STERBEDATUM      | 28. Oktober 2003                       |